# Serra Malagueta
La Serra Malagueta (ou Serra da Malagueta) est un massif montagneux d'origine volcanique du Cap-Vert, situé dans le Nord de l'île de Santiago.
Le site a été érigé en parc naturel.

## Géologie

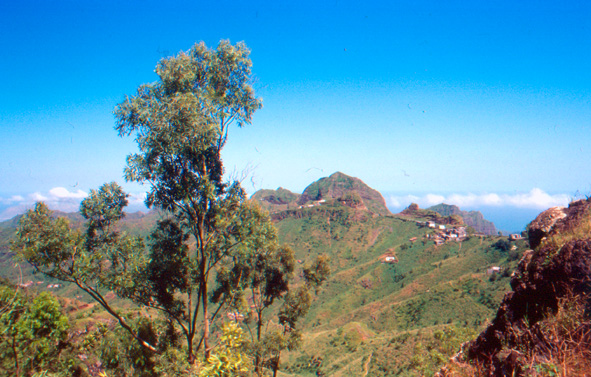
Vue de la Serra Malagueta.

La géologie de la Serra Malagueta est semblable à celle du reste de Santiago. Elle est composée de basalte, de basanite et de basanitoïdes du complexe éruptif du Pico da Antónia. Les roches datent du Miocène au Pliocène.

## Flore
Dans l'enceinte du parc naturel on dénombre environ 124 espèces de plantes,, dont 28 sont des espèces (ou sous-espèces) endémiques. La plus remarquable est Limonium lobinii (carqueja de Santiago), endémique de la Serra Malagueta.

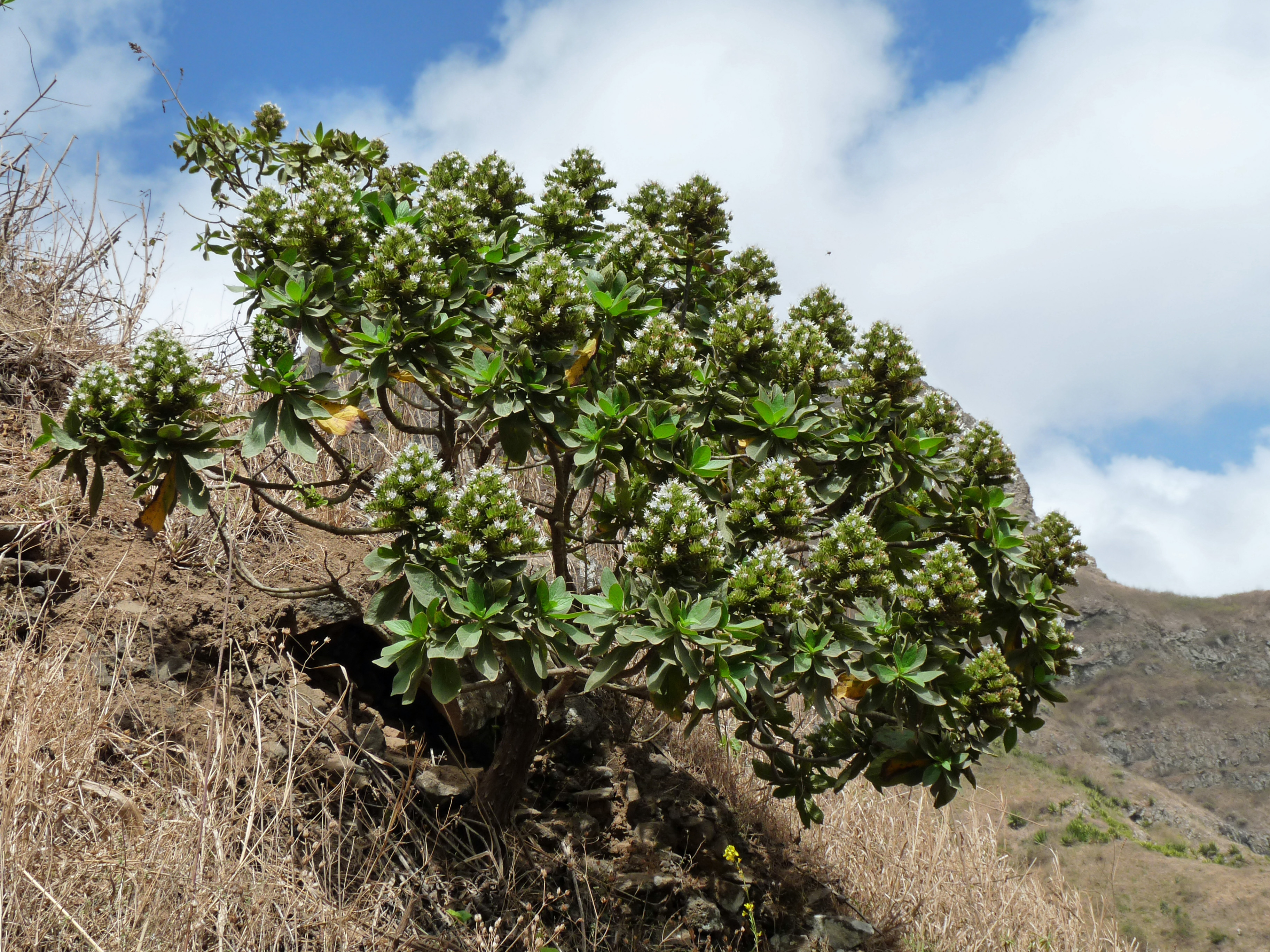
Echium hypertropicum à Ribeira Principal

Cette flore est confrontée à plusieurs menaces, tout d'abord la concurrence d'espèces envahissantes en provenance de l'extérieur du parc, telles que Lantana camara (lantuna) et Furcraea foetida (carrapato), d'autre part l'utilisation qui en est faite par la population locale (bois de chauffage et applications médicinales). Un équilibre doit donc être sans cesse trouvé entre la préservation de la biodiversité et les besoins de la population,.
Parmi les plantes endémiques aux vertus médicinales figurent Artemisia gorgonum (losna), Campanula jacobaea (contra bruxa azul), Campylantus glaber ssp. Glaber (alecrim-brabo), Echium hypertropicum (lingua-de-vaca), Globularia amygdalifolia (mato-boton/modronho), Lavandula rotundifolia (aipo-rotcha), Satureja forbesii (erva-cidreira), Sideroxylon marginata (marmulano), Tornabenea annua (funcho), Umbilicus schmidtii (balsâmo), Verbascum capitis-viridis (sabão de feiticeira). D'autres sont utilisées pour nourrir le bétail, comme Sonchus daltonii (coroa-de-rei) ou pour marquer les animaux, comme Euphorbia tuckeyana (tortolho),.
Plusieurs espèces sont considérées comme en en danger de disparition à Santiago, c'est le cas de Conyza feae (losna-brabo), de Conyza pannosa (taba), tandis que Limonium lobinii (carqueja-de-Santiago) est une espèce menacée que l'on ne trouve nulle part ailleurs,.

## Faune
Le parc abrite 19 espèces d'oiseaux, dont huit endémiques, tels que Ardea purpurea bournei (garça vermelha de Santiago), le Martinet du Cap-Vert (Apus alexandri ou localement andorinhão), ou le Moineau du Cap-Vert (Passer iagoensis ou tchota-terra). Beaucoup d'entre eux sont menacés, comme la Rousserolle du Cap-Vert (Acrocephalus brevipennis), Ardea purpurea bournei ou Buteo buteo bannermani. L'un des oiseaux les plus répandus dans le parc est le martin-chasseur à tête grise (Halcyon leucocephala ou passarinha).
On rencontre aussi six espèces de reptiles, dont quatre endémiques, comme Chioninia spinalis spinalis (lagartixa pintada), Chioninia vaillantii (lagarto) et Tarentola rudis rudis (osga), ainsi qu'une espèce d'amphibiens endémique du Cap-Vert et une espèce introduite, Bufo regularis (sapo).
Quatre espèces de mammifères vivent dans le parc, principalement des rongeurs et un singe (Cercopithecus aethiops), auxquels il faut ajouter les chauves-souris.
Les invertébrés, notamment les insectes, y sont nombreux. Certains sont assez communs, tel le Sphinx tête de mort (Acherontia atropos) ou Papilio demodocus, et d'autres sont menacés, comme Diplognata gagetes.